# Mordellistena rubrifrons
Mordellistena rubrifrons is een keversoort uit de familie spartelkevers (Mordellidae). De wetenschappelijke naam van de soort is voor het eerst geldig gepubliceerd in 1955 door Ermisch.